# Стеаторрея
Стеаторе́я, или стеаторре́я (от др.-греч. στέαρ [stear], род. п. στέατος [steatos] «жир, сало» + др.-греч. ῥέω [rhoe] «истечение») — наличие избыточного (более 7 г/сут) жира в кале. Стул маслянистый, мазевидный, трудносмывающийся (из-за повышенной адгезии), может быть объёмистым, иметь бледный вид и может пахнуть особенно неприятно. Выраженность зависит от тяжести течения заболевания её вызвавшей.
Стеаторея при заболеваниях кишечника определяется при нагрузке как жирной кислотой, так и нейтральным жиром, при заболевании поджелудочной железы определяется при нагрузке нейтральным жиром.

## Причины
Причина стеатореи: патологии кишечного переваривания и всасывания жиров, ускоренная эвакуации содержимого кишечника при диарее.
Может возникать при:
- патологиях кишечника (энтериты, целиакия, спру[англ.], болезнь Крона, амилоидоз, дивертикулёз кишечника[англ.], резекция желудка и тонкой кишки) — вследствие недостаточной абсорбции жирных кислот;
- патологиях поджелудочной железы (панкреатит, ЭНПЖ[нем.], муковисцидоз, опухоли) — вследствие недостатка липазы;
- патологиях печени и желчевыводящих путей сопровождающихся холестазом — вследствие нарушения поступления жёлчных кислот в кишечник приводящей к недостаточному эмульгированию жиров;
- вторичном синдроме мальабсорбции (псориаз, экзема, некоторые эндокринные заболевания, гемобластозы, абеталипротеинемии[нем.]);
- употребление некоторых лекарственных средств блокирующих всасывание жиров, злоупотребление слабительными.

Другой возможной причиной может быть избыток масел/жиров в рационе.

## Лабораторная диагностика
Лабораторное определение жировых веществ в микропрепарате кала:
| Вид жираРезультат                                   | Нейтральный жир     | Нейтральный жир     | Жирные кислоты      | Жирные кислоты      | Жирные кислоты      | Мыла (глыбки, кристаллы) |
| Реагент:                                            | капли               | глыбки              | капли               | глыбки              | кристаллы           | Мыла (глыбки, кристаллы) |
| --------------------------------------------------- | ------------------- | ------------------- | ------------------- | ------------------- | ------------------- | ------------------------ |
| Образование капель                                  |                     |                     |                     |                     |                     |                          |
| нагрев                                              | жёлтая ✓            | жёлтая ✓            | жёлтая ✓            | жёлтая ✓            | жёлтая ✓            | оранжевый ❌             |
| уксусная кислота                                    | жёлтая ✓            | оранжевый ❌        | жёлтая ✓            | оранжевый ❌        | оранжевый ❌        | частично                 |
| нагрев с уксусной кислотой                          | жёлтая ✓            | жёлтая ✓            | жёлтая ✓            | жёлтая ✓            | жёлтая ✓            | жёлтая ✓                 |
| Окрашивание                                         |                     |                     |                     |                     |                     |                          |
| уксусно-спиртовой раствор судана III                | красное             | красно-оранжевое    | красно-оранжевое    | красно-оранжевое    | не окрашивается     | красно-оранжевое         |
| сульфат нильского синего                            | розовое             | розовое             | не окрашивается     | сине-фиолетовое     | не окрашивается     | не окрашивается          |
| смесь нейтрального красного с бриллиантовым зелёным | коричневато-красное | коричневато-красное | коричневато-красное | коричневато-красное | коричневато-красное | зелёное                  |

## Лечение
Направлено на лечение основного заболевания.